# 约瑟夫·本森

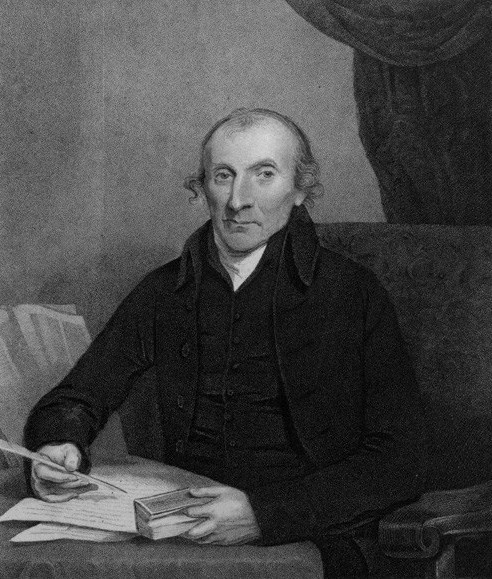
约瑟夫·本森

约瑟夫·本森（Joseph Benson，1749年1月26日—1821年2月16日）是英国卫理公会早期的牧师，是卫理公会创始人约翰·卫斯理 （John Wesley） 在世时该运动的领导人之一。其著作有：《圣经之鉴别性、解释性和实用性的注释》。